# Tibiodrepanus sinicus
Tibiodrepanus sinicus là một loài bọ cánh cứng trong họ Bọ hung (Scarabaeidae).